# Sportclub Preußen 06 Münster 2012-2013
Questa voce raccoglie le informazioni riguardanti il Sportclub Preußen 06 Münster nelle competizioni ufficiali della stagione 2012-2013.

## Stagione
Nella stagione 2012-2013 il Preussen Münster, allenato da Pavel Dočev, concluse il campionato di 3. Liga al 4º posto. In Coppa di Germania il Preussen Münster fu eliminato al secondo turno dall'Augusta.

## Rosa
| N. |                        | Ruolo | Calciatore       |
| -- | ---------------------- | ----- | ---------------- |
| 3  | Germania (bandiera)    | D     | Fabian Hergesell |
| 4  | Germania (bandiera)    | D     | Robin Neupert    |
| 5  | Germania (bandiera)    | D     | Patrick Kirsch   |
| 6  | Germania (bandiera)    | D     | Kevin Schöneberg |
| 7  | Germania (bandiera)    | C     | Philip Heise     |
| 8  | Germania (bandiera)    | C     | Stefan Kühne     |
| 9  | Stati Uniti (bandiera) | A     | Matthew Taylor   |
| 10 | Portogallo (bandiera)  | C     | Amaury Bischoff  |
| 11 | Azerbaigian (bandiera) | A     | Dimitri Nəzərov  |
| 12 | Germania (bandiera)    | P     | Hannes Frerichs  |
| 12 | Turchia (bandiera)     | C     | Mehmet Kara      |
| 14 | Germania (bandiera)    | A     | Marco Königs     |
| 15 | Paesi Bassi (bandiera) | C     | Mahmut Sönmez    |
| 16 | Germania (bandiera)    | D     | Dominik Schmidt  |

| N. |                         | Ruolo | Calciatore          |
| -- | ----------------------- | ----- | ------------------- |
| 17 | Francia (bandiera)      | D     | Clément Halet       |
| 18 | Germania (bandiera)     | C     | Rico Schmider       |
| 19 | Senegal (bandiera)      | A     | Babacar N'Diaye     |
| 20 | Germania (bandiera)     | C     | Dennis Grote        |
| 21 | Germania (bandiera)     | C     | Jens Truckenbrod    |
| 22 | Grecia (bandiera)       | P     | Aziz Recep          |
| 23 | Germania (bandiera)     | C     | Pascal Koopmann     |
| 25 | Germania (bandiera)     | P     | Daniel Masuch       |
| 26 | Germania (bandiera)     | D     | Cüneyt Köz          |
| 30 | Germania (bandiera)     | C     | Benjamin Siegert    |
| 33 | RD del Congo (bandiera) | A     | Addy-Waku Menga     |
| 35 | Germania (bandiera)     | P     | Max Schulze Niehues |
| 44 | Germania (bandiera)     | D     | Simon Scherder      |

## Organigramma societario
Area tecnica
- Allenatore: Pavel Dočev
- Allenatore in seconda: Babacar N'Diaye
- Preparatore dei portieri: Manfred Behrendt
- Preparatori atletici:

## Calciomercato

### Sessione estiva
| Acquisti | Acquisti         | Acquisti                 | Acquisti |
| R.       | Nome             | da                       | Modalità |
| -------- | ---------------- | ------------------------ | -------- |
| A        | Addy-Waku Menga  | Wehen Wiesbaden          |          |
| C        | Amaury Bischoff  | CD Aves                  |          |
| C        | Dennis Dowidat   | Borussia M'gladbach II   |          |
| D        | Tommy Grupe      | Hansa Rostock            |          |
| A        | Dimitri Nəzərov  | Eintracht Francoforte II |          |
| D        | Robin Neupert    | Hoffenheim II            |          |
| D        | Dominik Schmidt  | Eintracht Francoforte    |          |
| D        | Kevin Schöneberg | Viktoria Colonia         |          |
| C        | Mahmut Sönmez    | RKSV Leonidas Rotterdam  |          |
| A        | Matthew Taylor   | Paderborn                |          |

| Cessioni | Cessioni           | Cessioni               | Cessioni |
| R.       | Nome               | a                      | Modalità |
| -------- | ------------------ | ---------------------- | -------- |
| A        | Nejmeddin Daghfous | Magonza II             |          |
| P        | Philipp Hinkerohe  | Rot Weiss Ahlen        |          |
| D        | Patrick Huckle     | Waldhof Mannheim       |          |
| C        | Björn Kluft        | Eintracht Braunschweig |          |
| D        | Dominique Ndjeng   | Fortuna Colonia        |          |
| C        | Massimo Ornatelli  | Paderborn              |          |
| D        | Florian Quabeck    | SV Emsdetten 05        |          |
| A        | Radovan Vujanović  | LASK                   |          |
| A        | José Vunguidica    | Wehen Wiesbaden        |          |
| C        | Julian Westermann  | Sportfreunde Lotte     |          |

### Sessione invernale
| Acquisti | Acquisti    | Acquisti       | Acquisti |
| R.       | Nome        | da             | Modalità |
| -------- | ----------- | -------------- | -------- |
| D        | Cüneyt Köz  | Dinamo Dresda  |          |
| C        | Mehmet Kara | Gençlerbirliği |          |

| Cessioni | Cessioni        | Cessioni               | Cessioni |
| R.       | Nome            | a                      | Modalità |
| -------- | --------------- | ---------------------- | -------- |
| C        | Julian Engels   | Sportfreunde Lotte     |          |
| C        | Dennis Dowidat  | Borussia M'gladbach II |          |
| D        | Tommy Grupe     | Hansa Rostock          |          |
| C        | Marko Karamarko | Sportfreunde Lotte     |          |

## Risultati

### 3. Liga

#### Girone di andata
| Arbitro: | Ittrich |

|  |           |                        |
|  | Marcatori | 12’ Nəzərov 43’ Taylor |

| Arbitro: | Brand |

|           |           |  |
| Taylor 8’ | Marcatori |  |

| Arbitro: | Schmickartz |

|                       |           |              |
| Hesse 18’ Gaebler 74’ | Marcatori | 88’ Bischoff |

| Arbitro: | Valentin |

|                                                               |           |                      |
| Heise 18’ Kühne 29’ (rig.), 53’ (rig.) Schmidt 57’ Taylor 82’ | Marcatori | 5’ Plat 17’ Jordanov |

| Arbitro: | Ostheimer |

|                      |           |                          |
| Stroh-Engel 29’, 68’ | Marcatori | 88’ Bischoff 90’ Schmidt |

| Arbitro: | Stein |

|              |           |            |
| Bischoff 51’ | Marcatori | 10’ Sailer |

| Arbitro: | Steinberg |

|  |           |                                |
|  | Marcatori | 36’ (rig.) Taylor 90’ Bischoff |

| Münster 1º settembre 2012, ore 14:00 CEST 8ª giornata | Preußen Münster | 0 – 0 referto | Stoccarda II | Preußenstadion (6 024 spett.)\| Arbitro: \| Beitinger \| |
| Arbitro:                                              | Beitinger       |               |              |                                                          |

| Arbitro: | Perl |

|  |           |                          |
|  | Marcatori | 43’ Bischoff 90’ Nəzərov |

| Arbitro: | Welz |

|                                                     |           |  |
| Siegert 15’ Nəzərov 46’ Taylor 48’ Kühne 58’ (rig.) | Marcatori |  |

| Arbitro: | Thomsen |

|            |           |                 |
| Pozder 48’ | Marcatori | 66’, 84’ Taylor |

| Arbitro: | Stegemann |

|            |           |  |
| Königs 83’ | Marcatori |  |

| Saarbrücken 6 ottobre 2012, ore 14:00 CEST 13ª giornata | Saarbrücken | 0 – 0 referto | Preußen Münster | Ludwigsparkstadion (4 227 spett.)\| Arbitro: \| Rohde \| |
| Arbitro:                                                | Rohde       |               |                 |                                                          |

| Arbitro: | Wingenbach |

|                 |           |                           |
| Taylor 39’, 42’ | Marcatori | 24’, 86’ (rig.) Rathgeber |

| Arbitro: | Brych |

|                             |           |            |
| Hennings 15’ Çalhanoğlu 78’ | Marcatori | 52’ Taylor |

| Arbitro: | Stieler |

|                                 |           |                           |
| Kirsch 16’ Grote 35’ Taylor 72’ | Marcatori | 40’ Ströhl 77’ Engelhardt |

| Arbitro: | Brand |

|  |           |                      |
|  | Marcatori | 4’ Nəzərov 90’ Menga |

| Münster 17 novembre 2012, ore 14:00 CET 18ª giornata | Preußen Münster | 0 – 0 referto | Unterhaching | Preußenstadion (8 710 spett.)\| Arbitro: \| Unger \| |
| Arbitro:                                             | Unger           |               |              |                                                      |

| Arbitro: | Kampka |

|                  |           |  |
| Essig 21’ (rig.) | Marcatori |  |

#### Girone di ritorno
| Arbitro: | Osmers |

|                         |           |  |
| Bischoff 57’ Königs 88’ | Marcatori |  |

| Arbitro: | Siebert |

|                            |           |                         |
| Fink 3’ (rig.) Bankert 13’ | Marcatori | 72’ Königs 90’ Bischoff |

| Arbitro: | Dankert |

|                      |           |  |
| Königs 41’, 71’, 73’ | Marcatori |  |

| Arbitro: | Brand |

|  |           |                        |
|  | Marcatori | 38’ Siegert 85’ Königs |

| Münster 2 febbraio 2013, ore 14:00 CET 24ª giornata | Preußen Münster | 0 – 0 referto | Wehen Wiesbaden | Preußenstadion (7 047 spett.)\| Arbitro: \| Rohde \| |
| Arbitro:                                            | Rohde           |               |                 |                                                      |

| Arbitro: | Brych |

|                                          |           |           |
| Niederlechner 12’ Strauß 29’ Bagceci 90’ | Marcatori | 66’ Grote |

| Arbitro: | Weickenmeier |

|                      |           |  |
| Kara 19’ (rig.), 50’ | Marcatori |  |

| Arbitro: | Kunzmann |

|  |           |                   |
|  | Marcatori | 62’ (aut.) Röcker |

| Arbitro: | Dingert |

|                    |           |            |
| Kara 11’, 19’, 26’ | Marcatori | 40’ Zoller |

| Arbitro: | Weiner |

|           |           |                     |
| Hille 19’ | Marcatori | 73’ (rig.) Bischoff |

| Arbitro: | Bandurski |

|                                                    |           |            |
| Nəzərov 42’ Strujić 50’ (aut.) Kara 78’ Kirsch 81’ | Marcatori | 56’ Thiele |

| Dortmund 30 marzo 2013, ore 14:00 CET 31ª giornata | Borussia Dortmund II | 0 – 0 referto | Preußen Münster | Stadio Rote Erde (3 652 spett.)\| Arbitro: \| Schriever \| |
| Arbitro:                                           | Schriever            |               |                 |                                                            |

| Arbitro: | Jablonski |

|                                  |           |                              |
| Bischoff 24’ Kara 50’ Taylor 59’ | Marcatori | 63’, 90’ Stiefler 66’ Ziemer |

| Arbitro: | Leicher |

|  |           |             |
|  | Marcatori | 59’ Nəzərov |

| Arbitro: | Stegemann |

|                |           |           |
| Taylor 7’, 61’ | Marcatori | 74’ Krebs |

| Arbitro: | Valentin |

|                             |           |            |
| Pfingsten-Reddig 22’ (rig.) | Marcatori | 40’ Taylor |

| Arbitro: | Dittrich |

|  |           |                |
|  | Marcatori | 79’ Baumgärtel |

| Arbitro: | Blos |

|                                                        |           |  |
| Rohracker 19’ Schweinsteiger 75’ (rig.) Voglsammer 90’ | Marcatori |  |

| Arbitro: | Schriever |

|                                                    |           |           |
| Taylor 12’ Kühne 21’ Bischoff 82’ Menga 90’ (rig.) | Marcatori | 5’ Reiche |

### Coppa di Germania
| Arbitro: | Sippel |

|                                   |           |                       |
| Taylor 54’, 81’, 118’ Nəzərov 96’ | Marcatori | 45’ Elia 67’ Füllkrug |

| Arbitro: | Fritz |

|  |           |                     |
|  | Marcatori | 69’ Callsen-Bracker |

## Statistiche

### Statistiche di squadra
| Competizione      | Punti | In casa | In casa | In casa | In casa | In casa | In casa | In trasferta | In trasferta | In trasferta | In trasferta | In trasferta | In trasferta | Totale | Totale | Totale | Totale | Totale | Totale | DR  |
| Competizione      | Punti | G       | V       | N       | P       | Gf      | Gs      | G            | V            | N            | P            | Gf           | Gs           | G      | V      | N      | P      | Gf     | Gs     | DR  |
| ----------------- | ----- | ------- | ------- | ------- | ------- | ------- | ------- | ------------ | ------------ | ------------ | ------------ | ------------ | ------------ | ------ | ------ | ------ | ------ | ------ | ------ | --- |
| 3. Liga           | 72    | 19      | 12      | 6       | 1       | 40      | 15      | 19           | 8            | 6            | 5            | 23           | 18           | 38     | 20     | 12     | 6      | 63     | 33     | +30 |
| Coppa di Germania | -     | 2       | 1       | 0       | 1       | 4       | 3       | 0            | 0            | 0            | 0            | 0            | 0            | 2      | 1      | 0      | 1      | 4      | 3      | +1  |
| Totale            | 72    | 21      | 13      | 6       | 2       | 44      | 18      | 19           | 8            | 6            | 5            | 23           | 18           | 40     | 21     | 12     | 7      | 67     | 36     | +31 |

### Andamento in campionato
| Giornata  | 1 | 2 | 3 | 4 | 5 | 6 | 7 | 8 | 9 | 10 | 11 | 12 | 13 | 14 | 15 | 16 | 17 | 18 | 19 | 20 | 21 | 22 | 23 | 24 | 25 | 26 | 27 | 28 | 29 | 30 | 31 | 32 | 33 | 34 | 35 | 36 | 37 | 38 |
| --------- | - | - | - | - | - | - | - | - | - | -- | -- | -- | -- | -- | -- | -- | -- | -- | -- | -- | -- | -- | -- | -- | -- | -- | -- | -- | -- | -- | -- | -- | -- | -- | -- | -- | -- | -- |
| Luogo     | T | C | T | C | T | C | T | C | T | C  | T  | C  | T  | C  | T  | C  | T  | C  | T  | C  | T  | C  | T  | C  | T  | C  | T  | C  | T  | C  | T  | C  | T  | C  | T  | C  | T  | C  |
| Risultato | V | V | P | V | N | N | V | N | V | V  | V  | V  | N  | N  | P  | V  | V  | N  | P  | V  | N  | V  | V  | N  | P  | V  | V  | V  | N  | V  | N  | N  | V  | V  | N  | P  | P  | V  |
| Posizione | 2 | 1 | 6 | 3 | 4 | 4 | 3 | 5 | 3 | 2  | 2  | 1  | 1  | 1  | 3  | 2  | 2  | 2  | 2  | 2  | 3  | 3  | 3  | 2  | 4  | 3  | 3  | 2  | 2  | 2  | 2  | 3  | 3  | 2  | 3  | 4  | 5  | 4  |

Legenda:

Luogo: C = Casa; T = Trasferta. Risultato: V = Vittoria; N = Pareggio; P = Sconfitta.

### Statistiche dei giocatori
| Giocatore      | 3. Liga  | 3. Liga | 3. Liga     | 3. Liga    | Coppa di Germania | Coppa di Germania | Coppa di Germania | Coppa di Germania | Totale   | Totale | Totale      | Totale     |
| Giocatore      | Presenze | Reti    | Ammonizioni | Espulsioni | Presenze          | Reti              | Ammonizioni       | Espulsioni        | Presenze | Reti   | Ammonizioni | Espulsioni |
| -------------- | -------- | ------- | ----------- | ---------- | ----------------- | ----------------- | ----------------- | ----------------- | -------- | ------ | ----------- | ---------- |
| A. Bischoff    | 34       | 10      | 9           | 0          | 2                 | 0                 | 1                 | 0                 | 36       | 10     | 10          | 0          |
| D. Dowidat     | 8        | 0       | 1           | 0          | 1                 | 0                 | 0                 | 0                 | 9        | 0      | 1           | 0          |
| J. Engels      | 1        | 0       | 0           | 0          | 0                 | 0                 | 0                 | 0                 | 1        | 0      | 0           | 0          |
| H. Frerichs    | 0        | 0       | 0           | 0          | 0                 | 0                 | 0                 | 0                 | 0        | 0      | 0           | 0          |
| D. Grote       | 36       | 2       | 4           | 0          | 2                 | 0                 | 0                 | 0                 | 38       | 2      | 4           | 0          |
| T. Grupe       | 1        | 0       | 0           | 0          | 0                 | 0                 | 0                 | 0                 | 1        | 0      | 0           | 0          |
| C. Halet       | 2        | 0       | 0           | 0          | 0                 | 0                 | 0                 | 0                 | 2        | 0      | 0           | 0          |
| P. Heise       | 21       | 1       | 0           | 0          | 1                 | 0                 | 0                 | 0                 | 22       | 1      | 0           | 0          |
| F. Hergesell   | 36       | 0       | 5           | 0          | 2                 | 0                 | 0                 | 0                 | 38       | 0      | 5           | 0          |
| M. Kara        | 15       | 7       | 3           | 0          | 0                 | 0                 | 0                 | 0                 | 15       | 7      | 3           | 0          |
| P. Kirsch      | 28       | 2       | 5           | 2          | 2                 | 0                 | 0                 | 0                 | 30       | 2      | 5           | 2          |
| P. Koopmann    | 0        | 0       | 0           | 0          | 0                 | 0                 | 0                 | 0                 | 0        | 0      | 0           | 0          |
| M. Königs      | 35       | 7       | 4           | 0          | 2                 | 0                 | 1                 | 0                 | 37       | 7      | 5           | 0          |
| C. Köz         | 7        | 0       | 1           | 0          | 0                 | 0                 | 0                 | 0                 | 7        | 0      | 1           | 0          |
| S. Kühne       | 35       | 4       | 5           | 1          | 2                 | 0                 | 1                 | 0                 | 37       | 4      | 6           | 1          |
| D. Masuch      | 38       | 0       | 0           | 0          | 2                 | 0                 | 0                 | 0                 | 40       | 0      | 0           | 0          |
| A. Menga       | 16       | 2       | 1           | 0          | 1                 | 0                 | 0                 | 0                 | 17       | 2      | 1           | 0          |
| B. N'Diaye     | 0        | 0       | 0           | 0          | 0                 | 0                 | 0                 | 0                 | 0        | 0      | 0           | 0          |
| D. Nəzərov     | 36       | 6       | 4           | 0          | 2                 | 1                 | 1                 | 0                 | 38       | 7      | 5           | 0          |
| R. Neupert     | 10       | 0       | 2           | 0          | 0                 | 0                 | 0                 | 0                 | 10       | 0      | 2           | 0          |
| M. Niehues     | 0        | 0       | 0           | 0          | 0                 | 0                 | 0                 | 0                 | 0        | 0      | 0           | 0          |
| A. Recep       | 0        | 0       | 0           | 0          | 0                 | 0                 | 0                 | 0                 | 0        | 0      | 0           | 0          |
| S. Scherder    | 4        | 0       | 1           | 0          | 0                 | 0                 | 0                 | 0                 | 4        | 0      | 1           | 0          |
| R. Schmider    | 10       | 0       | 1           | 0          | 0                 | 0                 | 0                 | 0                 | 10       | 0      | 1           | 0          |
| D. Schmidt     | 14       | 2       | 5           | 0          | 1                 | 0                 | 0                 | 0                 | 15       | 2      | 5           | 0          |
| K. Schöneberg  | 30       | 0       | 5           | 0          | 2                 | 0                 | 0                 | 0                 | 32       | 0      | 5           | 0          |
| B. Siegert     | 34       | 2       | 3           | 0          | 2                 | 0                 | 0                 | 0                 | 36       | 2      | 3           | 0          |
| M. Sönmez      | 3        | 0       | 0           | 0          | 0                 | 0                 | 0                 | 0                 | 3        | 0      | 0           | 0          |
| M. Taylor      | 35       | 16      | 4           | 1          | 2                 | 3                 | 1                 | 0                 | 37       | 19     | 5           | 1          |
| J. Truckenbrod | 37       | 0       | 5           | 0          | 2                 | 0                 | 1                 | 0                 | 39       | 0      | 6           | 0          |